# 阪急フーズ
株式会社阪急フーズ（はんきゅうフーズ）は、加工食品の製造や販売（小売・卸売）を行っている企業。エイチ・ツー・オー リテイリングの100％子会社。

## 歴史・概要
1929年（昭和4年）11月に設立された植田奈良漬製造株式会社から発展した阪急百貨店の食品製造子会社であった阪急食品工業株式会社の一部門として乾物の製造および販売を行ったのが始まりである。
2006年（平成18年）6月1日に阪急食品工業株式会社の乾物カンパニーが分社化して、豊中市に株式会社阪急フーズとして設立された。
同年9月1日付で食品事業グループを統括する中間持株会社として株式会社阪食が設立されて同社の子会社となった。
2016年（平成28年）6月1日に、エイチ・ツー・オー リテイリンググループの再編に伴い、株式会社エイチ・ツー・オー食品グループの子会社となった。
2021年（令和3年）4月1日に、株式会社エイチ・ツー・オー食品グループの子会社株式管理事業がエイチ・ツー・オー リテイリングに移管され、エイチ・ツー・オー リテイリングの直接の子会社となった。
海苔の産地の佐賀県有明に近い大分県日田市に自社工場を持つ海苔の製造卸を主力としており、2008年（平成20年）度の売上高の約50%を海苔が占めている。
海苔の他にも干し椎茸、かつお、昆布、そうめんなど乾物の製造および販売を行っており、実店舗も展開している。
当初は阪急百貨店の贈答品を中心とする海苔の販売が主力だったため、現在でも阪急阪神百貨店向けの贈答品としての乾物販売が最も大きな比重を占めている。
グループの食品スーパーである阪急オアシス向けの乾物の製造･販売も行い、その一環としてプライベートブランドの「阪急ハートフルデイズ」や「阪急プライムタイム」としての商品供給も手掛けている。
その他にも、コンビニエンスストア向けの海苔の販売を中心にグループ外への販売も行っている。

## 店舗
以下の店舗のほか、楽天市場にショップを開設してネット販売も行っている。

### 玄人派だし
- 阪急うめだ店（阪急うめだ本店内）
- 川西阪急店（川西阪急内）
- 宝塚阪急店（宝塚阪急内）
- 西宮阪急店（西宮阪急内）
- 博多阪急店（博多阪急内）

### 梅みそ庵
- 阪急うめだ店
- 川西阪急店

## 山海吟味
かつて、以下の2店舗を実店舗として展開していた。
- 阪神梅田店（阪神梅田本店内）
- 博多阪急店（博多阪急内）